# Roman Żuliński

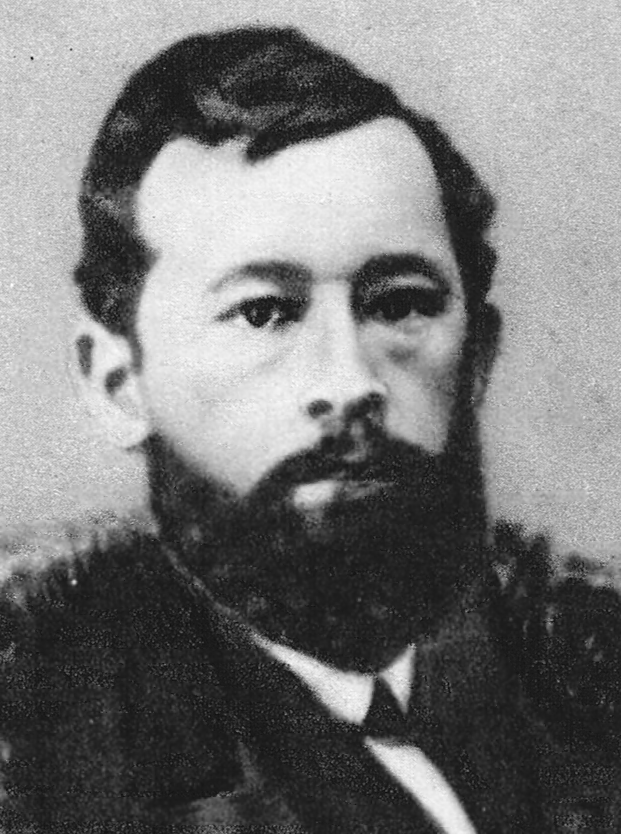
Roman Żuliński

Roman Żuliński (ur. w l. 30. XIX w., zm. 5 sierpnia 1864 r. w Warszawie) – polski nauczyciel-matematyk, współpracownik Romualda Traugutta, powieszony na stokach Cytadeli Warszawskiej. Brat Tadeusza, Józefa Anzelma i Kazimierza.

## Życiorys
Napisał Zasady rachunku różniczkowego i całkowego (1859).
W 1862 był członkiem dyrekcji Białych. W czasie powstania styczniowego był dyrektorem wydziału ekspedytury Rządu Narodowego. Aresztowany 6 marca 1864 roku, więziony był w X Pawilonie Cytadeli Warszawskiej. 30 lipca tego samego roku skazany na śmierć. 5 sierpnia 1864 został powieszony wraz z Romualdem Trauguttem, Józefem Toczyskim, Rafałem Krajewskim i Janem Jeziorańskim. Wszyscy zostali symbolicznie upamiętnieni na grobie córki Traugutta, Alojzy, na Cmentarzu Powązkowskim w Warszawie.

## Galeria

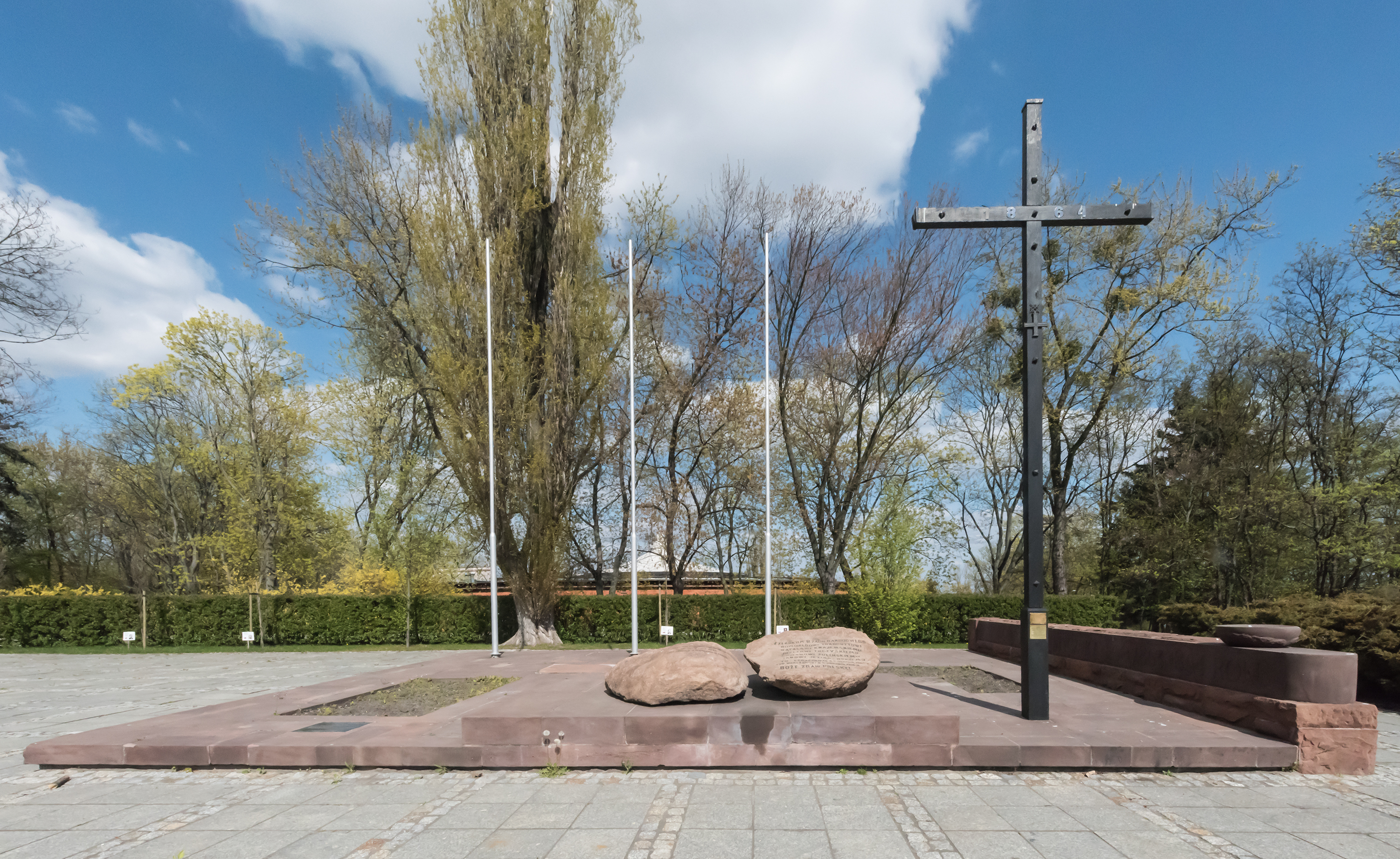
Upamiętnienie w miejscu stracenia członków Rządu Narodowego w powstaniu styczniowym: Romualda Traugutta, Rafała Krajewskiego, Józefa Toczyńskiego, Romana Żulińskiego i Jana Jeziorańskiego, park im. Romualda Traugutta w Warszawie
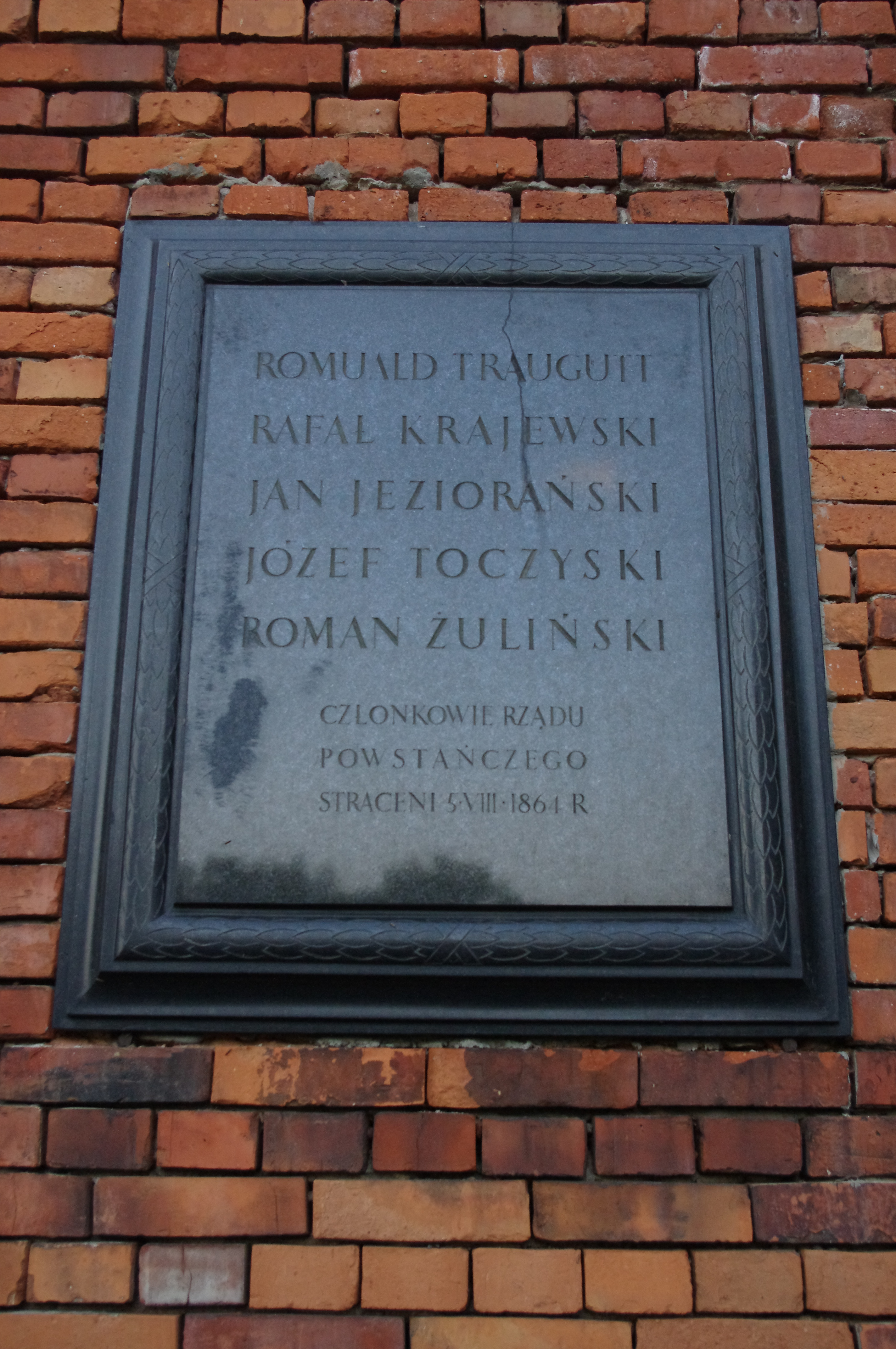
Tablica wmurowana w ścianę Cytadeli Warszawskiej tuż za szczątkami szubienicy, na której w okresie zaborów ginęli bojownicy o wyzwolenie narodowe i przemiany społeczne. Tablica upamiętnia członków rządu powstania styczniowego straconych 5 sierpnia 1864 r.